# Lista över politiska partier i Kroatien
Detta är en lista över politiska partier i Kroatien. 

## Parlamentariska partier
Partier representerade i det kroatiska parlamentet Sabor 2011–:
- Demokratisk center (Demokratski centar)
- Istriska demokratiska församlingen (Istarski demokratski sabor)
- Ivan Grubišićs oberoende lista (Neovisna lista don Ivana Grubišića)
- Kroatiens socialdemokratiska parti (Socijaldemokratska partija Hrvatske)
- Kroatiska bondepartiet (Hrvatska seljačka stranka)
- Kroatiens bosniakiska demokratiska parti (Bošnjačka demokratska stranka Hrvatske)
- Kroatiska demokratiska unionen (Hrvatska demokratska zajednica)
- Kroatiska folkpartiet – liberaldemokraterna (Hrvatska narodna stranka – liberalni demokrati)
- Kroatiska labouristerna – Arbetarpartiet (Hrvatski laburisti - Stranka rada)
- Kroatiska medborgarpartiet (Hrvatska građanska stranka)
- Kroatiska pensionärspartiet (Hrvatska stranka umirovljenika)
- Kroatiska rättspartiet dr. Ante Starčević (Hrvatska stranka prava dr. Ante Starčević)
- Självständiga demokratiska serbiska partiet (Samostalna demokratska srpska stranka)
- Slavoniens och Baranjas kroatiska demokratiska förbund (Hrvatski demokratski savez Slavonije i Baranje)

## Partier representerade i Europaparlamentet
Kroatiska partier representerade i Europaparlamentet 2013–2014:
- Kroatiens socialdemokratiska parti (Socijaldemokratska partija Hrvatske)
- Kroatiska demokratiska unionen (Hrvatska demokratska zajednica)
- Kroatiska labouristerna – Arbetarpartiet (Hrvatski laburisti - Stranka rada)
- Kroatiska rättspartiet dr. Ante Starčević (Hrvatska stranka prava dr. Ante Starčević)

## Utomparlamentariska partier som tidigare varit representerade i parlamentet
- Kroatiska socialliberala partiet (Hrvatska socijalno-liberalna stranka)
- Kroatiska rättspartiet (Hrvatska stranka prava)
- Partiet för kroatisk demokratisk aktion (Stranka demokratske akcije Hrvatske)

## Utomparlamentariska partier
Nedan följer en lista över partier som inte är och aldrig har varit representerade i det kroatiska parlamentet. Flera av partierna är enfrågepartier, har lokal/regional förankring eller representerar någon av landets etniska minoriteter. 
- Aktionen för ett bättre Kroatien (Akcija za bolju Hrvatsku)
- Alliansen för en rättvis stat (Alijansa za pravnu državu)
- Autoktona kroatiska bondepartiet (Autohtona hrvatska seljačka stranka)
- Autoktona – Kroatiska rättspartiet (Autohtona – Hrvatska stranka prava)
- Autonoma regionala partiet för det kroatiska kustlandet, Gorski kotar, öarna och Rijeka (Autonomna regionalna stranka Hrvatskog primorja, Gorskog kotara, otoka i Rijeke)
- Banovinska demokratiska partiet (Banijska demokratska stranka)
- Centraleuropeisk aktion – Rörelsen för Centraleuropa (Srednjoeuropska akcija – Pokret za Srednju Europu)
- Cirkel 21 (Krug 21)
- Dalmatinska liberala partiet (Dalmatinska liberalna stranka)
- De grönas kroatiska parti – Ekoförbundet (Hrvatska stranka zelenih – Eko savez)
- De ungas aktion (Akcija mladih)
- Demokratins alfabet (Abeceda demokracije)
- Demokratiska sociala unionen – Folkets styrka (Demokratska socijalna unija – Snaga naroda)
- Enkom Kroatien – Rörelsen för Kroatien (Jedino Hrvatska - Pokret za Hrvatsku)
- Familjepartiet (Obiteljska stranka)
- Fosterländska medborgarpartiet (Domovinska građanska stranka)
- Förbundet för förändring (Savez za promjene)
- Förenade oberoende listan (Sjedinjene nezavisne liste)
- Gröna alternativet – Konsumenternas parti (Zelena alternativa – Stranka potrošača)
- Gröna demokrater (Zeleni demokrati)
- Gröna listan (Zelena lista)
- Gröna partiet (Zelena stranka)
- Gröna partiet – Gröna alternativet (Zelena stranka – Zelena alternativa)
- Istriens gröna (Zeleni Istre)
- Istriska socialdemokratiska forumet (Istarski socijaldemokratski forum – Foro social democratico Istriano)
- Istriska socialdemokratiska oberoende partiet (Istarska socijaldemokratska nezavisna stranka)
- Karlovacs parti (Karlovačka stranka)
- Kneginecs demokratiska parti (Demokratska kneginečka stranka)
- Kristliga sociala unionen (Kršćanska socijalna unija)
- Kroatiens adriatiska socialdemokratiska parti (Jadranska socijaldemokratska stranka Hrvatske)
- Kroatiens gröna (Zeleni Hrvatske)
- Kroatiens frihetliga parti (Slobodarska stranka Hrvatske)
- Kroatiens jordbrukarnas block (Blok poljoprivrednika Hrvatske)
- Kroatiens socialistiska arbetarparti(Socijalistička radnička partija Hrvatske)
- Kroatiens socialistiska parti (Socijalistička partija Hrvatske)
- Kroatiens vänster (Ljevica Hrvatske)
- Kroatisk demokratisk center (Hrvatski demokratski centar)
- Kroatisk samling (Hrvatski zbor)
- Kroatisk tillväxt – HRAST (Hrvatski rast – HRAST)
- Kroatisk-romska demokratiska partiet (Hrvatska romska demokratska stranka)
- Kroatiska arbetarnas parti (Hrvatska radnička stranka)
- Kroatiska arbetarpartiet (Hrvatska stranka rada)
- Kroatiska arbetslösas parti (Hrvatska stranka nezaposlenih)
- Kroatiska befrielserörelsen (Hrvatski oslobodilački pokret)
- Kroatiska demokratiska bondepartiet (Hrvatska demokratska seljačka stranka)
- Kroatiska europeiska partiet (Hrvatska europska stranka)
- Kroatiska folkliga bondepartiet (Hrvatska pučka stranka)
- Kroatiska folkliga bondepartiet – 1904 (Hrvatska pučka stranka – 1904)
- Kroatiska folkpartister (Hrvatski narodnjaci)
- Kroatiska krigsveteranernas parti (Stranka hrvatskih branitelja)
- Kroatiska kristdemokratiska partiet (Hrvatska demokršćanska stranka)
- Kroatiska kristdemokratiska unionen (Hrvatska kršćanska demokratska unija)
- Kroatiska partiet för en rättvis stat (Hrvatska stranka pravne države)
- Kroatiska pensionärers aktion (Akcija hrvatskih umirovljenika)
- Kroatiska pensionärers och seniorers förbund (Savez hrvatskih umirovljenika i seniora)
- Kroatiska rena rättspartiet (Hrvatska čista stranka prava)
- Kroatiska republikanska bondepartiets aktion (Akcija hrvatske republikanske seljačke stranke)
- Kroatiska republikanska förbundet (Hrvatska republikanska zajednica)
- Kroatiska rättspartiets brödraskap (Hrvatsko pravaško bratstvo)
- Kroatiska rättspartiet – 1861 (Hrvatska stranka prava – 1861)
- Kroatiska rättspartiets förbund (Hrvatska pravaška zajednica)
- Kroatiska socialdemokraterna (Hrvatski socijaldemokrati)
- Kroatiska socialdemokraternas aktion (Akcija socijaldemokrata Hrvatske)
- Kroatiska oberoende demokraterna (Hrvatski nezavisni demokrati)
- Kroatiska ringklockan (Hrvatsko zvono)
- Kroatiska romernas parti (Stranka Roma Hrvatske)
- Kroatiska ungdomspartiet (Hrvatska stranka mladih)
- Kroatiska ungrarnas demokratiska förbund (Demokratska zajednica Mađara Hrvatske)
- Kroatiska verkliga pånyttfödelsen (Hrvatski istinski preporod)
- Kvinnornas demokratiska parti (Demokratska stranka žena)
- Ligan för Brod – partiet för att främja en övergripande utveckling av staden Slavonski Brod (Liga za Brod – stranka za poticanje svekolikog razvoja Grada Slavonskog Broda)
- Listan för Rijeka (Lista za Rijeku)
- Medborgarpartiet Sisak (Građanska stranka Sisak)
- Međimurje-partiet (Međimurska stranka)
- Međimurjes demokratiska förbund (Međimurski demokratski savez)
- Min lista (Moja Lista)
- Mitt lilla Međimurje (Moje malo Međimurje)
- Nya generationen (Nova generacija)
- Nya Kroatien (Nova Hrvatska)
- Nya serbiska partiet (Nova srpska stranka)
- Näringslivspartiet (Gospodarska stranka)
- Oliv – Dalmatiska partiet för autonomi (Maslina – Dalmatinska autonomaška stranka)
- Pags parti – Pag (Paška stranka – Pag)
- Partiet för rättvis demokrati (Stranka pravične demokracije)
- Pensionärspartiet (Stranka umirovljenika)
- Pensionärernas demokratiska parti (Demokratska stranka umirovljenika)
- Podravina-partiet (Podravska stranka)
- Podunavljeserbernas parti (Partija podunavskih Srba)
- Posavina-slavonska partiet (Posavsko slavonska stranka)
- Prigorje-Zagrebs demokratiska parti (Demokratska prigorsko-zagrebačka stranka)
- Primorje-Gorski kotar-förbundet (Primorsko goranski savez)
- Primorje-Gorski kotars pensionärsparti (Primorsko goranska stranka umirovljenika)
- Rabs folkliga församling (Rapski pučki sabor)
- Serbernas demokratiska parti (Demokratska partija Srba)
- Serbiska folkpartiet (Srpska narodna stranka)
- Slavonska slättlandets demokratiska parti (Demokratska stranka slavonske ravnice)
- Splits pensionärsparti (Splitska stranka umirovljenika)
- Sydkroatiska partiet (Južnohrvatska stranka)
- Turopoljes demokratiska parti (Turopoljska demokratska stranka)
- Vårt parti (Naša stranka)
- Zagorjes demokratiska parti (Zagorska demokratska stranka)
- Zagorje-partiet (Zagorska stranka)